# Liu Yunfei
Liu Yunfei (刘云飞S, Liú YúnfēiP; Tientsin, 8 maggio 1979) è un ex calciatore cinese, di ruolo portiere.

## Carriera
Con la Nazionale cinese ha preso parte alla Coppa d'Asia 2004.